# Veliko Tinje
Veliko Tinje – wieś w Słowenii, w gminie Slovenska Bistrica. W 2018 roku liczyła 151 mieszkańców.